# چاه شورک (مهر)
چاه شورک روستایی در دهستان اسیر بخش اسیر شهرستان مهر استان فارس ایران است. کشاورزی و دامداری از جمله شغل غالب اهالی است.

## جمعیت
بر پایه سرشماری عمومی نفوس و مسکن در سال ۱۳۹۵ جمعیت این روستا ۲۹۸ نفر (۷۴خانوار) بوده‌است.